# Aston Martin DBX
Aston Martin DBX — кроссовер, производящийся британской компанией Aston Martin с 2020 года. Это первый внедорожник, выпущенный компанией. Его описывали как «полноразмерный» и «средний» автомобиль. 

## Дизайн

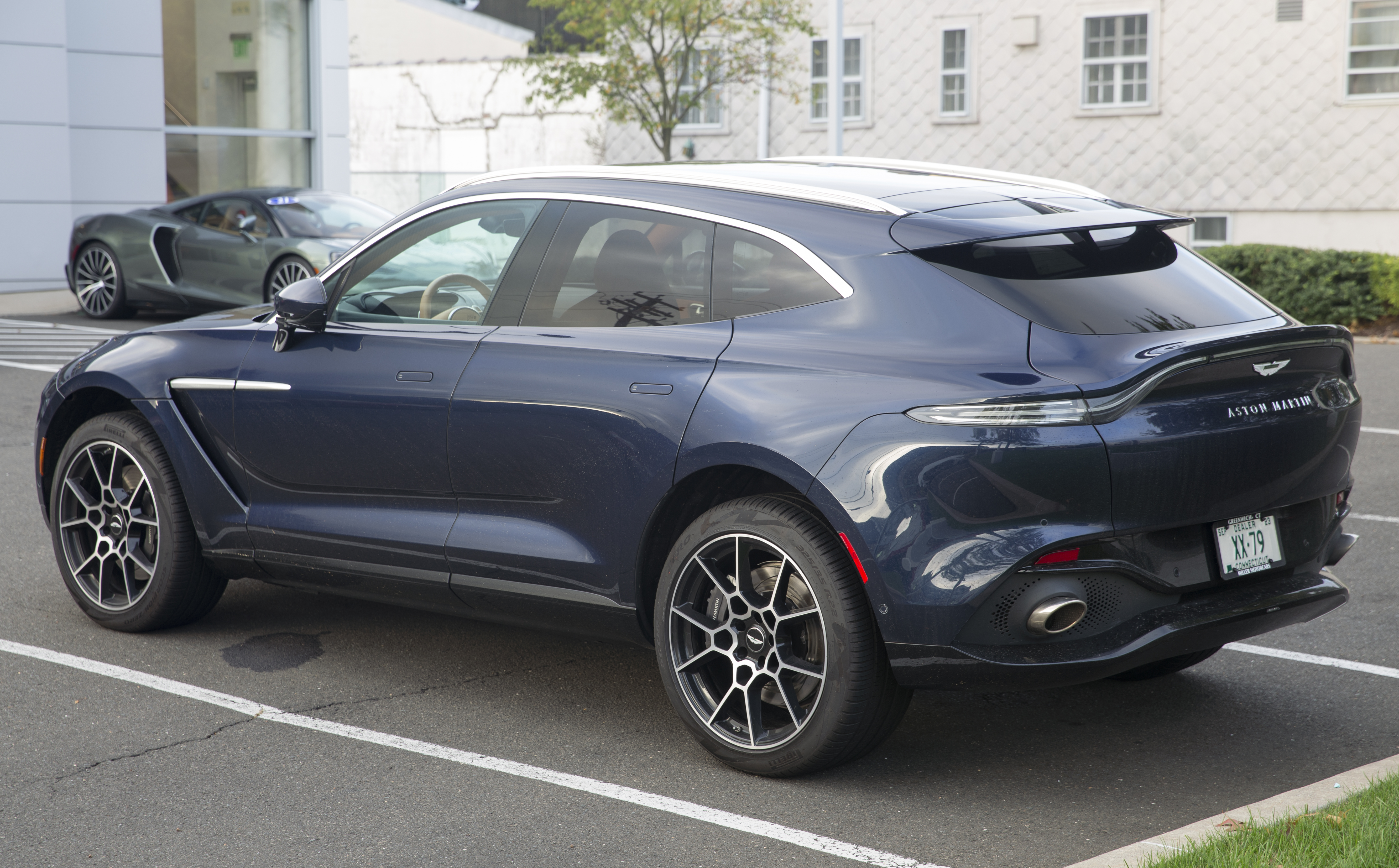
Вид сбоку

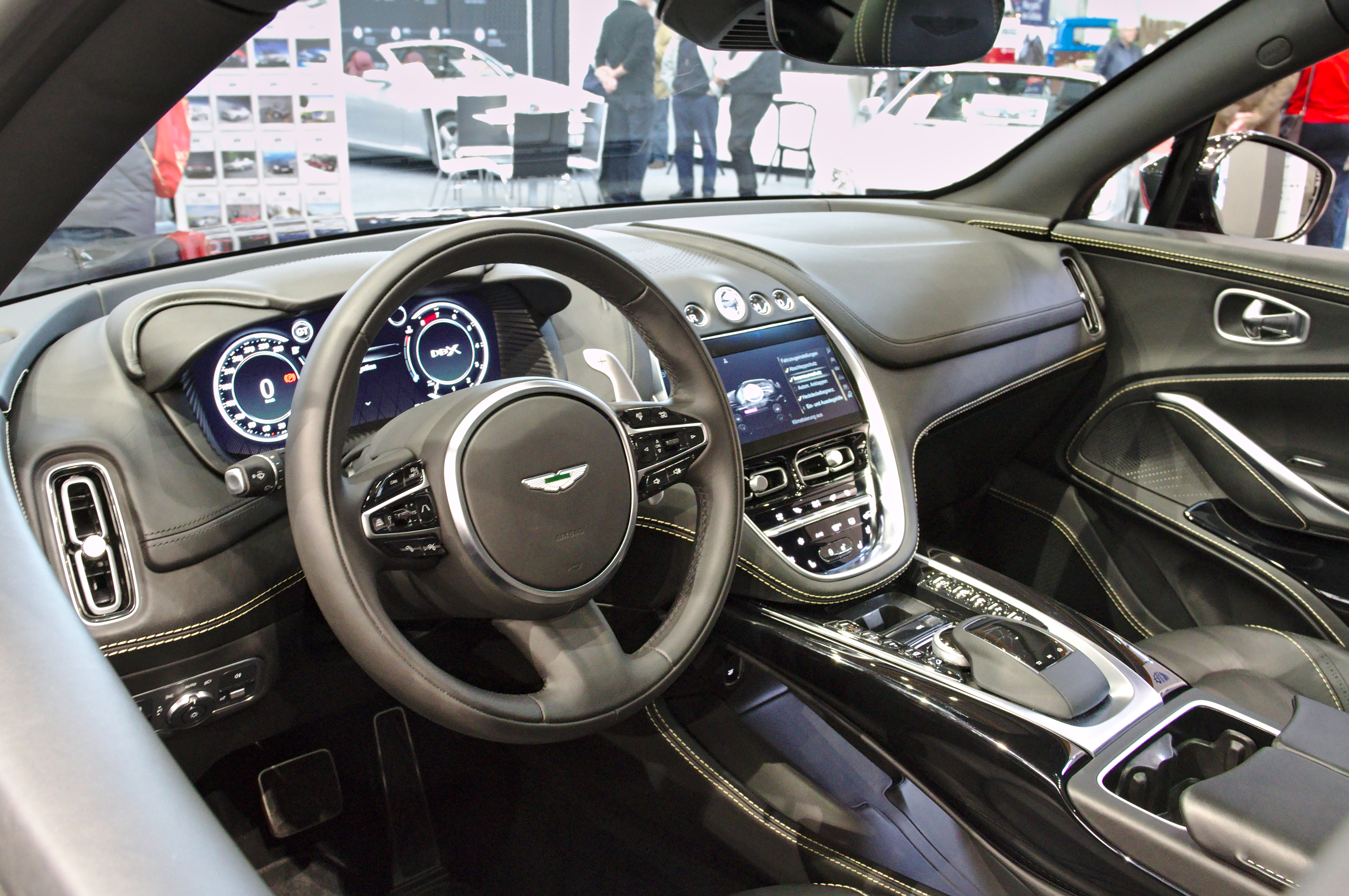
Интерьер

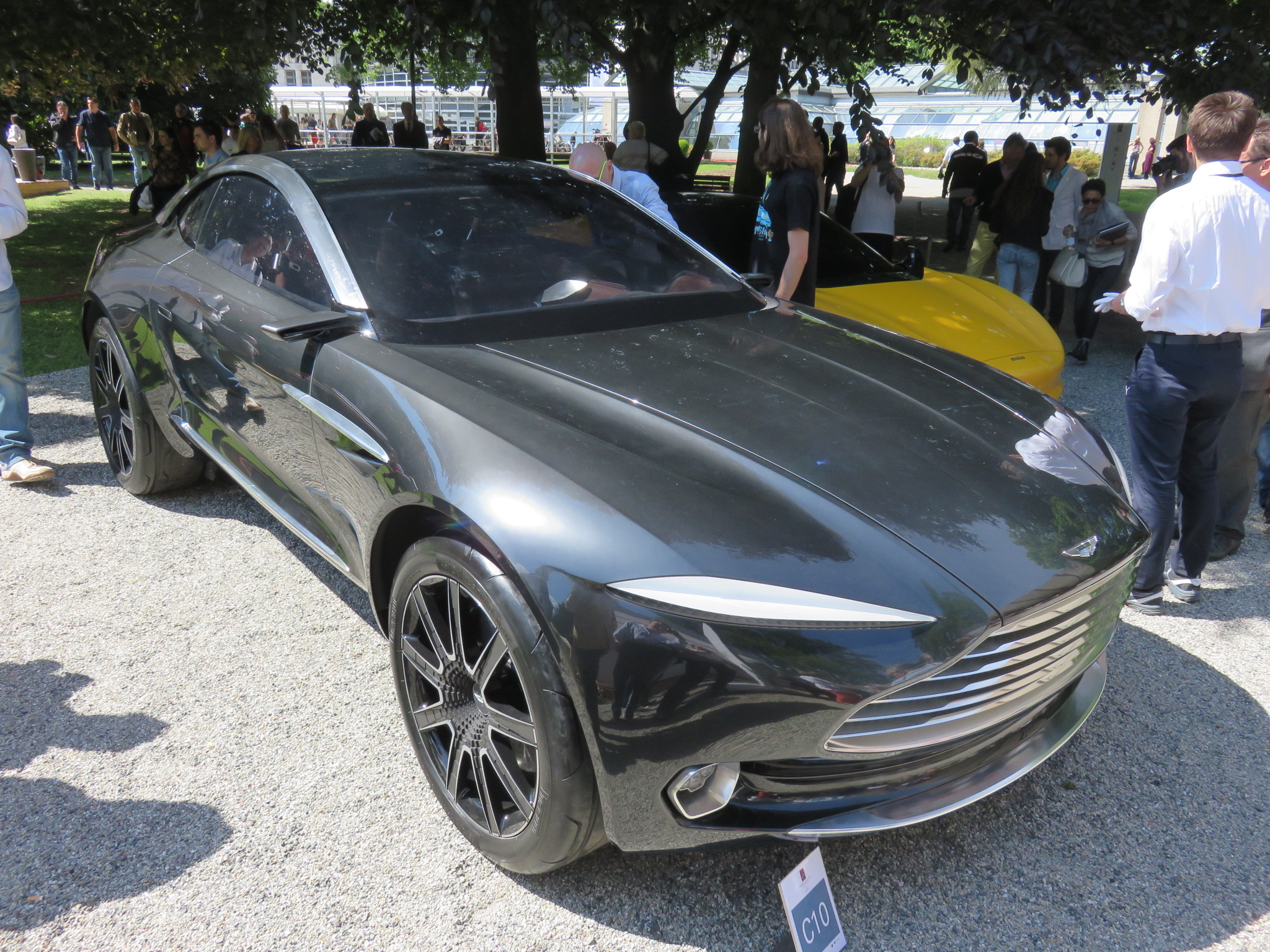
Концепт

DBX — первый автомобиль, произведенный на новом заводе Aston Martin в Сент-Атане, Уэльс.  По словам исполнительного вице-президента и главного креативного директора Марека Райхмана, колесная база DBX максимально вытянута, чтобы колеса располагались по углам автомобиля, что вместе с низкой линией крыши создает иллюзию меньшего автомобиля.  , помогая сделать DBX более похожим на традиционную форму Aston Martin.  DBX имеет двери с лебедиными петлями, а передняя решетка является самой большой, когда-либо установленной на Aston Martin. BBC и Daily Telegraph описали ее как «первую полноразмерную пятиместную» модель, проданную Aston Martin.  Источники за пределами Великобритании охарактеризовали его как «кроссовер среднего размера».

## Технические характеристики
Несмотря на то, что DBX связан с Vantage, он построен на собственной специализированной платформе.  Как и другие модели Aston Martin, он изготовлен из клееных алюминиевых панелей и профилей.  Силовой агрегат и информационно-развлекательная система позаимствованы у Mercedes-Benz.  В DBX используется 4,0-литровый двигатель V8 с двойным турбонаддувом M177 от Mercedes-AMG, мощность которого составляет 550 л.с. (405 кВт; 542 л.с.) и крутящий момент 700 Нм (516 фунт-фут).  DBX способен разгоняться от 0 до 100 км/ч (0–62 миль в час) за 4,5 секунды и достигать максимальной скорости 292 км/ч (181 миль в час).  9-ступенчатая автоматическая коробка передач входит в стандартную комплектацию, а буксирная нагрузка составляет до 2700 кг (6000 фунтов).  Его выбросы CO2 в смешанном цикле NEDC составляют 269 г/км, а расход миль на галлон в смешанном цикле в Великобритании составляет 19,73 миль на галлон.  48-вольтовая электрическая активная система крена противодействует крену кузова при резких поворотах, а автомобиль имеет пять режимов движения: стандартный GT, Sport, Sport Plus, Terrain и Terrain Plus с дополнительным режимом Access.  Активная центральная раздаточная коробка передает крутящий момент на переднюю ось, когда это необходимо, а также имеется задний дифференциал повышенного трения с электронным управлением.  Адаптивные амортизаторы и трехкамерные пневматические рессоры входят в стандартную комплектацию и предлагают значительный диапазон регулировки по высоте.
В ноябре 2021 года появился новый двигатель.  Доступный только в Китае, 3,0-литровый двигатель I6 с турбонаддувом M256 от Mercedes-AMG имеет выходную мощность 435 л.с. (320 кВт; 429 л.с.) и крутящий момент 520 Нм (384 фунт-фут).

## Aston Martin DBX707 (2022 — настоящее время)

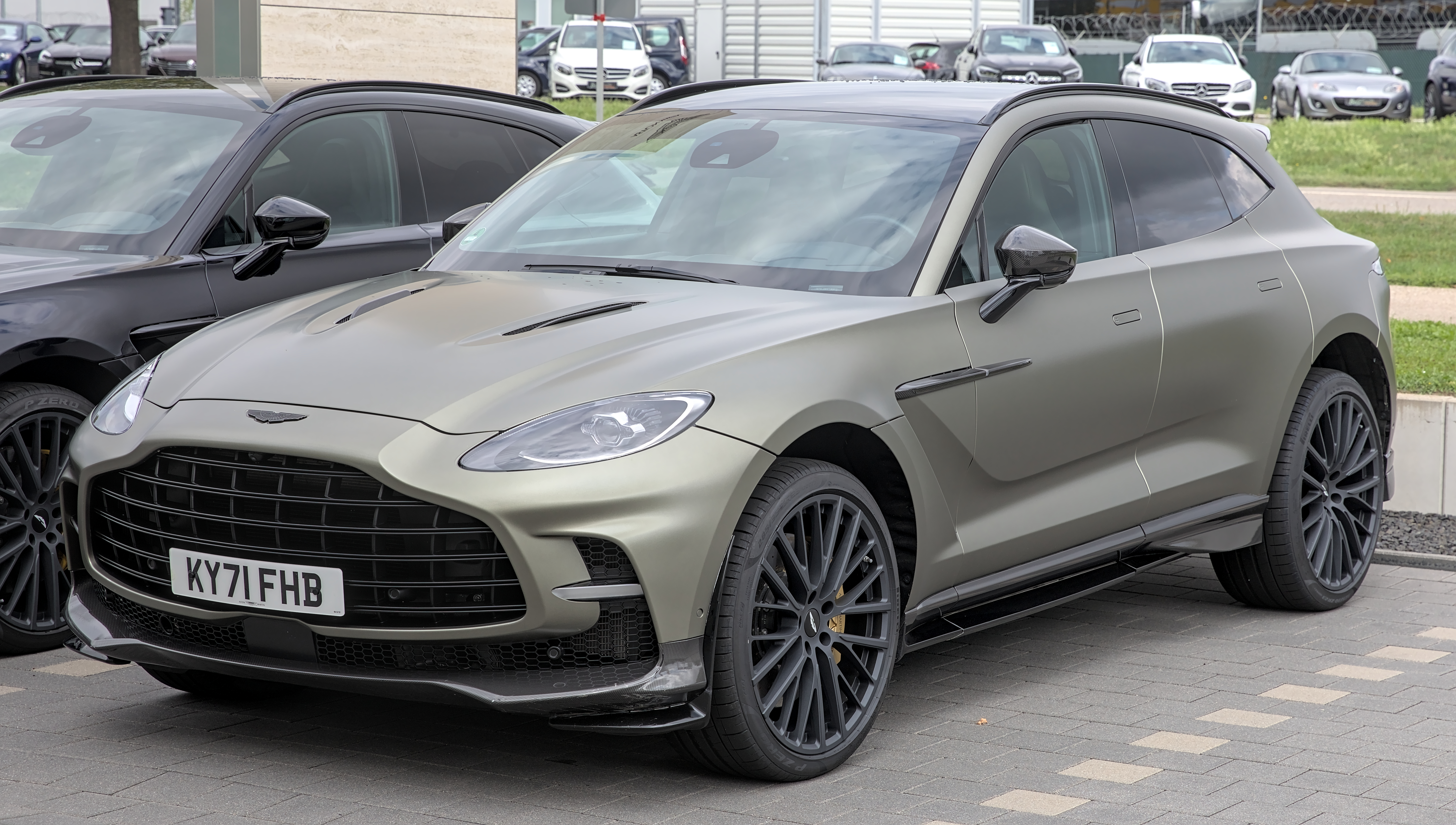
DBX707

1 февраля 2022 года Aston Martin представила свой самый мощный бензиновый кроссовер под названием Aston Martin DBX707. Его двигатель M177 был немного модифицирован Aston Martin и получил новые турбокомпрессоры с шарикоподшипниками, обеспечивающие максимальную выходную мощность 707 л. с. (520 кВт; 697 л. с.) и крутящий момент 900 Нм (664 фунт-фут). Трансмиссия AMG MCT 9G-Tronic также была модернизирована и получила «мокрое сцепление» и измененные передаточные числа. В сумме все модификации позволяют спортивному кроссоверу разгоняться с 0-60 миль в час (0-97 км/ч) за 3,1 секунды, а максимальная скорость — 310 км/ч (193 миль в час). Изменения также коснулись подвески и рулевого управления. В задней части автомобиля расположены карбоновый спойлер и сплиттер, а также четырехцилиндровая выхлопная система. База автомобиля стандартно оснащена 22-дюймовыми колесами, а в качестве опции доступна 23-дюймовая версия. Автомобиль был представлен в Найтсбридже.

## Медицинский автомобиль Формулы 1

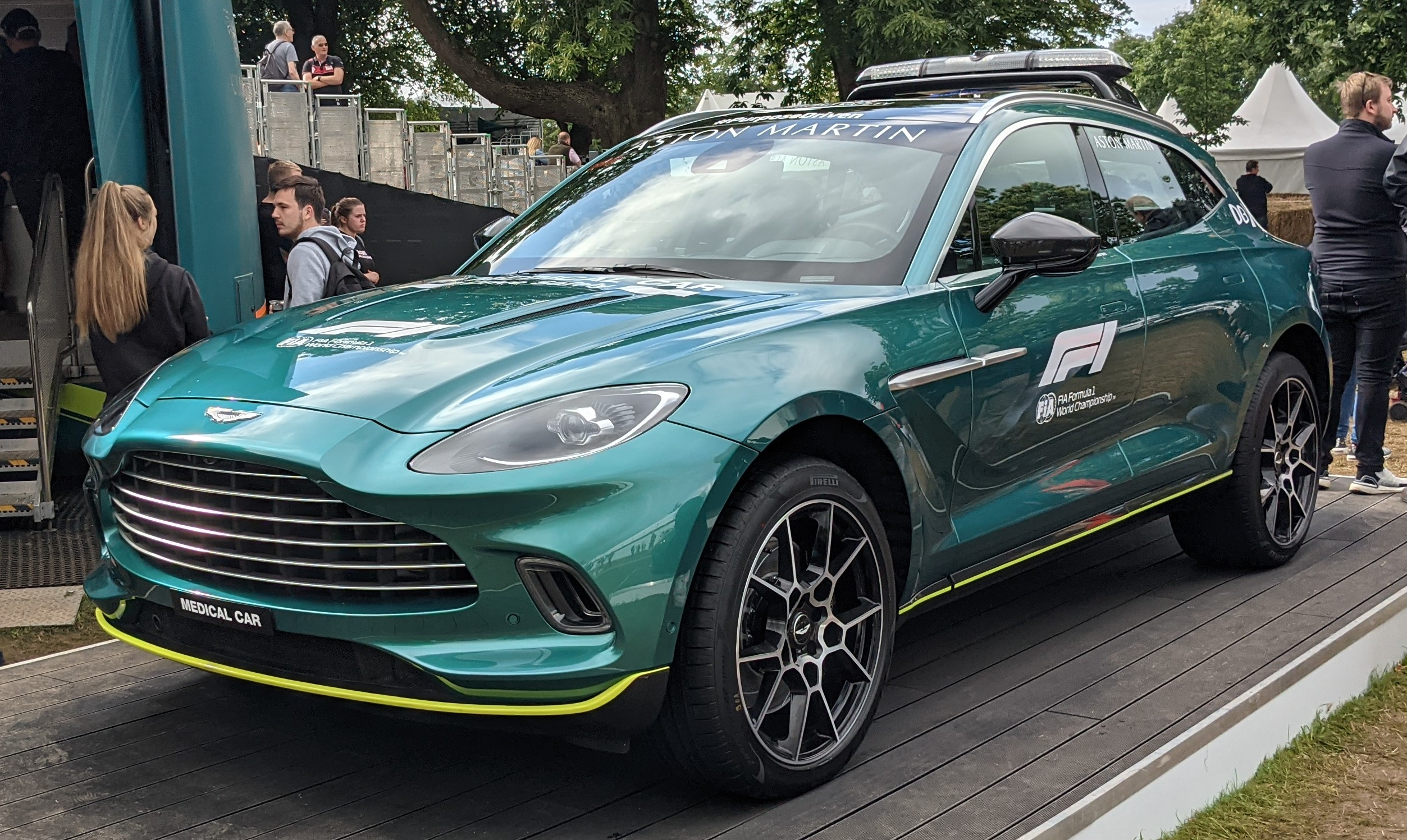
Медицинский автомобиль F1

В 2021 году было объявлено, что DBX станет официальным медицинским автомобилем Формулы-1, присоединившись к медицинскому автомобилю Mercedes C63S AMG Estat (а позже и к Mercedes-AMG GT 4-Door в сезоне 2022 года). Медицинский автомобиль DBX имеет окраску British Racing Green с неоново-желтыми акцентами. Он также присоединится к Aston Martin Vantage в составе нового парка безопасности Формулы-1. Начиная с сезона 2023 года, DBX707 заменил стандартный DBX в качестве медицинского автомобиля Формулы-1.